# 나세원
나세원(羅勢元, 1994년 3월 29일 ~ )은 전 KBO 리그 SK 와이번스의 외야수이다. 평상시에는 오른손잡이지만 공을 던질 때는 왼손을 쓴다. 몇 안 되는 좌투우타이다.

## SK 와이번스시절
2014년에 입단하였다. 2020년 11월 6일 방출되었다.

## 출신 학교
- 동천초등학교
- 자양중학교
- 덕수고등학교